# Fernande Bochatay
Fernande Bochatay (Salvan, 29 gennaio 1946) è un'ex sciatrice alpina svizzera.

## Biografia

### Stagioni 1963-1966
Fernande Bochatay, sciatrice polivalente originaria di Les Marécottes, entrò nella nazionale svizzera nel 1963 e debuttò in campo internazionale alla Staufen Cup di quell'anno (Oberstaufen, 4-5 gennaio), dove si classificò 23ª nello slalom gigante, 19ª nello slalom speciale e 16ª nella combinata; l'anno dopo partecipò, diciottenne, ai IX Giochi olimpici invernali di Innsbruck 1964, sua prima presenza olimpica e iridata, dove si piazzò 9ª nello slalom gigante e non terminò lo slalom speciale.
Nel 1966 vinse lo slalom speciale del trofeo Zlata lisica disputato a Maribor il 22 gennaio, fu 3ª nella combinata di Sportinia del 29-30 gennaio, 3ª nello slalom gigante del trofeo Soreghina (Cavalese, 5-6 febbraio) e 16ª nello slalom speciale dei Mondiali di Portillo 1966 (unica gara nella quale prese il via).

### Stagioni 1967-1969
Esordì in Coppa del Mondo nella gara inaugurale del circuito femminile, lo slalom speciale disputato il 7 gennaio 1967 a Oberstaufen dove giunse 2ª dietro alla canadese Nancy Greene; sul medesimo tracciato il 5 gennaio dell'anno seguente conquistò in slalom gigante la sua prima vittoria nel circuito e nel prosieguo della stagione venne convocata per i X Giochi olimpici invernali di Grenoble 1968, sua ultima presenza olimpica e iridata, dove si aggiudicò la medaglia di bronzo nello slalom gigante, valida anche ai fini dei Mondiali 1968, si classificò 7ª nella discesa libera e non completò lo slalom speciale. In quella stessa stagione 1967-1968 in Coppa del Mondo ottenne le sue altre due vittorie di carriera (il 25 gennaio a Saint-Gervais-les-Bains in slalom speciale e il 24 febbraio a Oslo in slalom gigante), salì per l'ultima volta sul podio (il 28 marzo a Rossland in slalom speciale, 2ª alle spalle della francese Marielle Goitschel) e chiuse al 5º posto nella classifica generale e al 2º in quella di slalom gigante (superata dalla vincitrice Nancy Greene di 10 punti). Nel 1968 fu anche 3ª nella combinata delle SDS-Rennen (Grindelwald, 10-11 gennaio) e 2ª in quella della Roch Cup (Aspen, 15-17 marzo), non valide per la Coppa del Mondo.
In Coppa del Mondo conquistò l'ultimo piazzamento il 9 febbraio 1969 a Vipiteno in slalom gigante (4ª) e prese per l'ultima volta il via il 16 febbraio seguente a Vysoké Tatry in slalom speciale, senza completare la gara; si congedò dalle competizioni in occasione dei Campionati svizzeri 1969, dove vinse la medaglia d'oro nello slalom gigante e nella combinata. Era zia dello sciatore di velocità Nicolas Bochatay.

## Palmarès

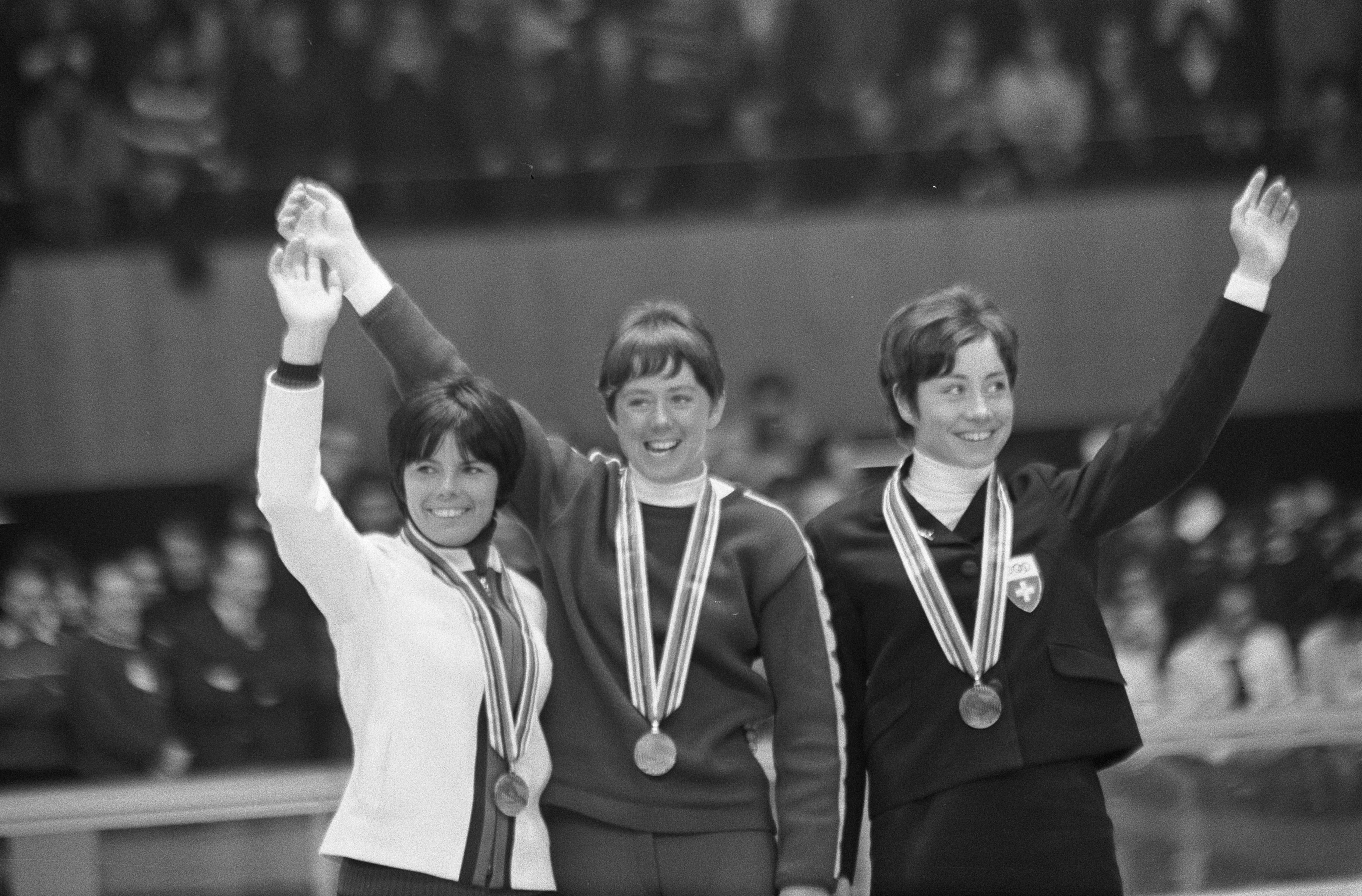
Fernande Bochatay (bronzo, a destra), sul podio dello slalom gigante a assieme alla canadese Nancy Greene (oro, al centro) e alla francese Annie Famose (argento, a sinistra)

### Olimpiadi
- 1 medaglia, valida anche ai fini iridati:
  - 1 bronzo (slalom gigante a Grenoble 1968)

### Coppa del Mondo
- Miglior piazzamento in classifica generale: 5ª nel 1968
- 7 podi (4 in slalom gigante, 3 in slalom speciale):
  - 3 vittorie
  - 2 secondi posti
  - 2 terzi posti

#### Coppa del Mondo - vittorie
| Data             | Località                | Paese          | Specialità |
| ---------------- | ----------------------- | -------------- | ---------- |
| 5 gennaio 1968   | Oberstaufen             | Germania Ovest | GS         |
| 25 gennaio 1968  | Saint-Gervais-les-Bains | Francia        | SL         |
| 24 febbraio 1968 | Oslo                    | Norvegia       | GS         |

Legenda:

GS = slalom gigante

SL = slalom speciale

## Campionati svizzeri
- 14 medaglie:
  - 8 ori (slalom speciale nel 1964[senza fonte]; slalom speciale nel 1966[10]; slalom speciale nel 1967[11]; slalom gigante, slalom speciale, combinata nel 1968[12]; slalom gigante, combinata nel 1969[13])
  - 3 argenti (discesa libera nel 1962[14]; combinata nel 1967[11]; slalom speciale nel 1969[13])
  - 3 bronzi (slalom gigante nel 1963[15]; slalom speciale nel 1965[16]; discesa libera nel 1968[12])